# Хауг, Фригга
Фригга Хауг (нем. Frigga Haug, род. 28 ноября 1937, Мюльхайм-ан-дер-Рур) — немецкий социолог, философ и представительница марксистского феминизма. Основательница метода Коллективных воспоминаний (нем. Erinnerungsarbeit). В 1979 вместе с мужем Вольфгангом Фрицем Хаугом основала Берлинский народный университет (нем. Volks-Uni).

## Избранные труды
- Vorlesung zur Einführung in die Erinnerungsarbeit. Hamburg: Argument-Verlag, 1999
- Erinnerungsarbeit. Hamburg: Argument-Verlag, 2001